# Something New (песня)
«Something New» (с англ. — «Что-то новенькое») — двадцать второй сингл британской поп-группы Girls Aloud, официальный сингл проекта Children In Need 2012 и первая работа группы после трехлетнего перерыва в творчестве. «Something New» стал своеобразным гимном возвращения Girls Aloud на сцену и стал заглавным синглом их второго сборника лучших песен  Ten, чей выпуск был приурочен к десятилетнему юбилею коллектива.

## Список композиций

### Макси- сингл
1. «Something New» – 3:19
2. «Something New» (Jim Elliot Remix) – 3:27
3. «Something New» (The Alias Radio Edit) – 3:17
4. «Something New» (Fred Falke Remix) – 7:01

### 7-дюймовый винил
1. «Something New» – 3:19
2. «Something New» (Seamus Haji Radio Mix) – 3:54

### Ремикс-EP
1. «Something New» – 3:19
2. «Something New» (Jim Elliot Remix) – 3:27
3. «Something New» (The Alias Radio Edit) – 3:17
4. «Something New» (Manhattan Clique Remix) – 5:34

## Видеоклип
Премьера клипа состоялась 19 октября на пресс-конференции Girls Aloud, знаменующей их возвращение на сцену. Все пятеро солисток дефилируют и танцуют в ярко-оранжевых платьях, эти сцены чередуются с черно-белыми, где каждая из девушек танцует и поет одна.

## Позиции вчартах
| Чарты (2012)   | Позиция занятое место |
| -------------- | --------------------- |
| Великобритания | 2                     |
| Ирландия       | 4                     |
| Шотландия      | 2                     |
| Словения       | 16                    |

| Чарты (2013) | Позиция занятое место |
| ------------ | --------------------- |
| Венгрия      | 3                     |
| Польша       | 36                    |

## Авторы
- Миранда Купер
- Брайан Хиггинс
- Уэйн Гектор
- Никола Робертс
- Тим Дил

## Состав
- Шерил Коул
- Кимберли Уолш
- Сара Хардинг
- Никола Робертс
- Надин Койл